# Impasse de la Préfecture
L'impasse de la Préfecture (en occitan : androna de la Prefectura) est une voie de Toulouse, chef-lieu de la région Occitanie, dans le Midi de la France.

## Situation et accès

### Description
L'impasse de la Préfecture est une une voie publique. Elle se trouve dans le quartier Saint-Étienne, dans le secteur 1 - Centre. Elle naît au sud-est de la place Saint-Étienne, sous l'arche qui réunit la cathédrale Saint-Étienne et l'ancien palais archiépiscopal, siège de la préfecture de la Haute-Garonne. Longue de 64 mètres, elle longe le flanc sud de la cathédrale.
La chaussée compte une seule voie de circulation à double-sens. Elle appartient à une zone de rencontre et la vitesse y est limitée à 20 km/h. Il n'existe ni bande, ni piste cyclable.

### Voies rencontrées
L'impasse de la Préfecture rencontre la voie suivante :
1. Place Saint-Étienne

## Odonymie
L'impasse de la Préfecture tient son nom du siège de la préfecture de la Haute-Garonne, qui a son siège dans l'ancien palais des archevêques de Toulouse (actuel no 1 bis place Saint-Étienne). Jusqu'en 1822, elle était connue comme l'impasse de la Bibliothèque, car en 1775 l'archevêque Étienne-Charles de Loménie de Brienne avait installé la bibliothèque du Clergé dans un bâtiment de l'impasse.